# Sabrina Bösch-Rüttimann
Sabrina Bösch-Rüttimann (* 13. Januar 1993) ist eine Schweizer Unihockeyspielerin. Sie stand lange Zeit beim Nationalliga-A-Vertreter Zug United unter Vertrag. Seit der Saison 2021/2022 tritt sie beim UHC Uri in der Nationalliga B als Captain auf.

## Karriere

### UHC Zugerland
Bösch begann ihre Karriere beim UHC Astros Rotkreuz und wechselte später zum Partnerverein UHC Zugerland in die Nationalliga B. Dort wusste sie mit guten Leistungen zu überzeugen und spielte sich in den Fokus des Partnervereins Zug United aus der Nationalliga A.

### Zug United
Zur Saison 2011/12 wurde sie schlussendlich von Zug United unter Vertrag genommen. Für Zug United lief sie vier Jahre auf und erzielte dabei 19 Skorerpunkte in 86 Meisterschaftspartien.

### Red Ants Rychenberg Winterthur
2015 gaben die Red Ants Rychenberg Winterthur den Transfer der Verteidigerin bekannt. Zwei Jahre später, am 27. April 2017, bestätigte der Verein die Vertragsverlängerung mit der Defensivakteurin. Für die Red Ants stand die Verteidigerin in 74 Meisterschaftspartien auf dem Feld und erzielte dabei 11 Tore und legte 12 weitere auf.

### Zug United
Am 13. April 2018 verkündete Zug United den Zuzug der ehemaligen Spielerin.

### Uri
Seit der Saison 2021/2022 unterstützt die Spitzenspielerin den UHC Uri und in der neuen Saison 2022/2023 nimmt sie das neue Amt als Leaderfunktion des Captains wahr.

## Persönliches
Bösch-Rüttimann hat 2020 geheiratet und wurde am 2. Dezember 2021 Mutter eines kleinen Jungen.